# Roulet (ruisseau)
Pour les articles ayant des titres homophones, voir Lavaud, Lavaux et Laveaux.
Pour l’article homonyme, voir Laveau.
Le Roulet, ou le Laveau ou le ruisseau du Laveau, est un ruisseau français des départements de la Dordogne et de la Haute-Vienne, affluent du Boucheron et sous-affluent du Lavaud.

## Géographie
Le Laveau prend sa source à près de 370 mètres d'altitude en Dordogne sur la commune de Jumilhac-le-Grand, quatre kilomètres et demi à l'est du bourg, près du lieu-dit Fayemendie.
Après environ 700 mètres, il fait une brève incursion d'un kilomètre dans le département de la Haute-Vienne avant de revenir en Dordogne où il rejoint le Boucheron en rive droite, un kilomètre au sud-est de Sarrazac, près du lieu-dit la Betoule.
Long de 11,71 km, il n'a pas d'affluent répertorié.

## Départements, communes et cantons traversés
Le ruisseau de Laveau arrose deux départements et quatre communes réparties sur deux cantons :

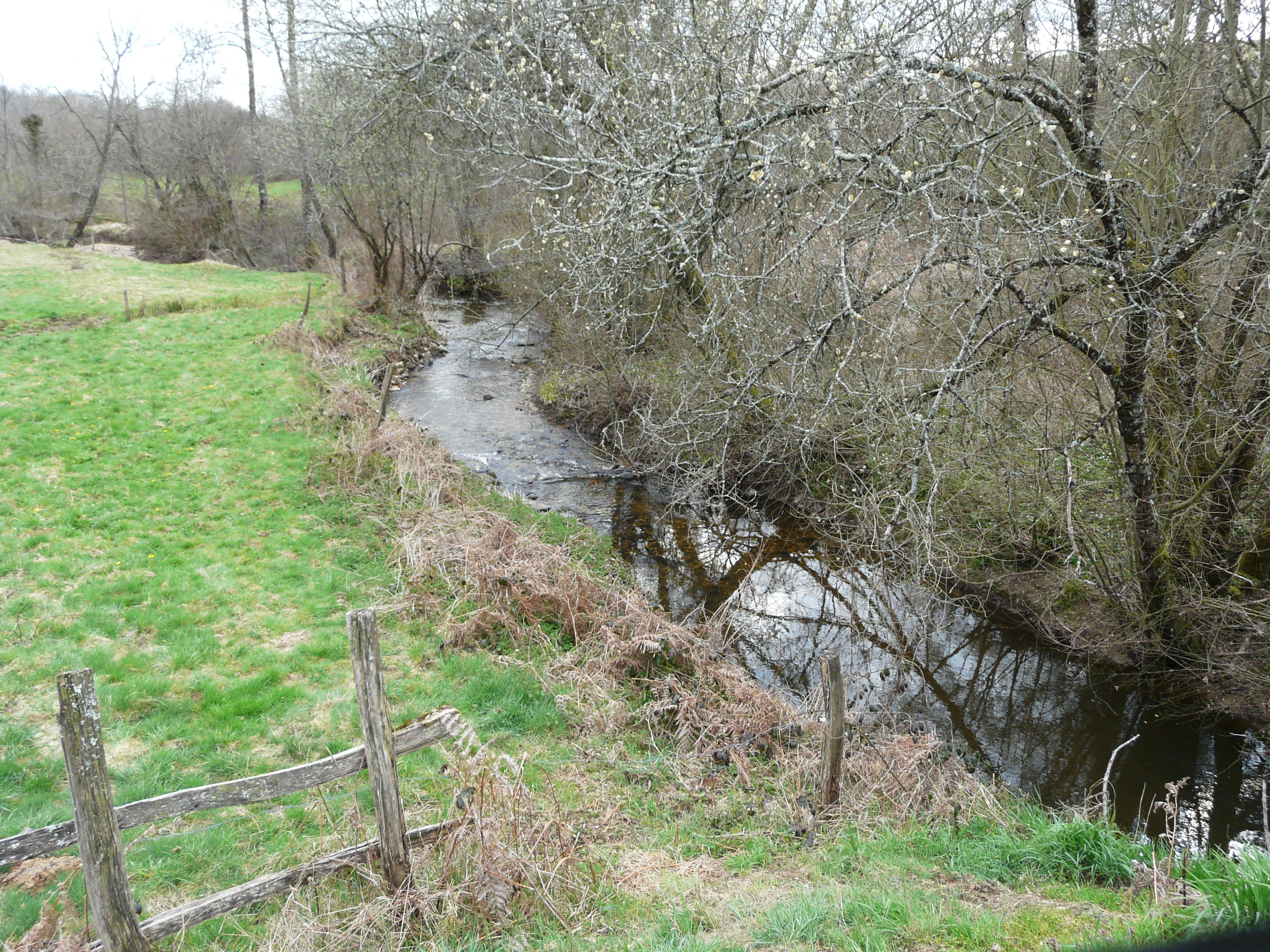
Le ruisseau du Laveau entre Goudour et Sarrazac.
Vue vers l'aval.

- Dordogne
  - Canton de Jumilhac-le-Grand
    - Jumilhac-le-Grand (source)

  - Canton de Lanouaille
    - Sarlande
    - Sarrazac (confluence)
- Haute-Vienne
  - Canton de Saint-Yrieix-la-Perche
    - Saint-Yrieix-la-Perche